# Morocelí
Morocelí (uit het Nahuatl: "Rivier van de mussen") is een gemeente (gemeentecode 0708) in het departement El Paraíso in Honduras.
De hoofdplaats ligt in het Dal van Morocelí. In de jaren '80 stond er een sigarenfabriek.

## Bevolking
De bevolking is als volgt verdeeld:
| Vrouwen | 8772 | 50,2% |
| Mannen  | 8686 | 49,8% |

## Dorpen
De gemeente bestaat uit vijftien dorpen (aldea), waarvan de grootste qua inwoneraantal: Morocelí (code 070801) en Guadalajara (070809).